# 錫達維爾 (馬里蘭州)
錫達維爾（英語：Cedarville）是位於美國馬里蘭州佐治王子縣的一個普查規定居民點。

## 人口
根據2020年美國人口普查的數據，錫達維爾的面積為34.69平方千米，當中陸地面積為34.40平方千米，而水域面積為0.29平方千米。當地共有人口639人，而人口密度為每平方千米18.42人。